# 장 클루에
장 클루에(Jean Clouet, 1480년 경 - 1541년)는 성기 르네상스 시대에 활동한 프랑스의 화가이다. 세밀초상화를 주로 그렸다. 그의 아들 프랑수아 클루에 역시 같은 분야의 화가였다.

## 생애

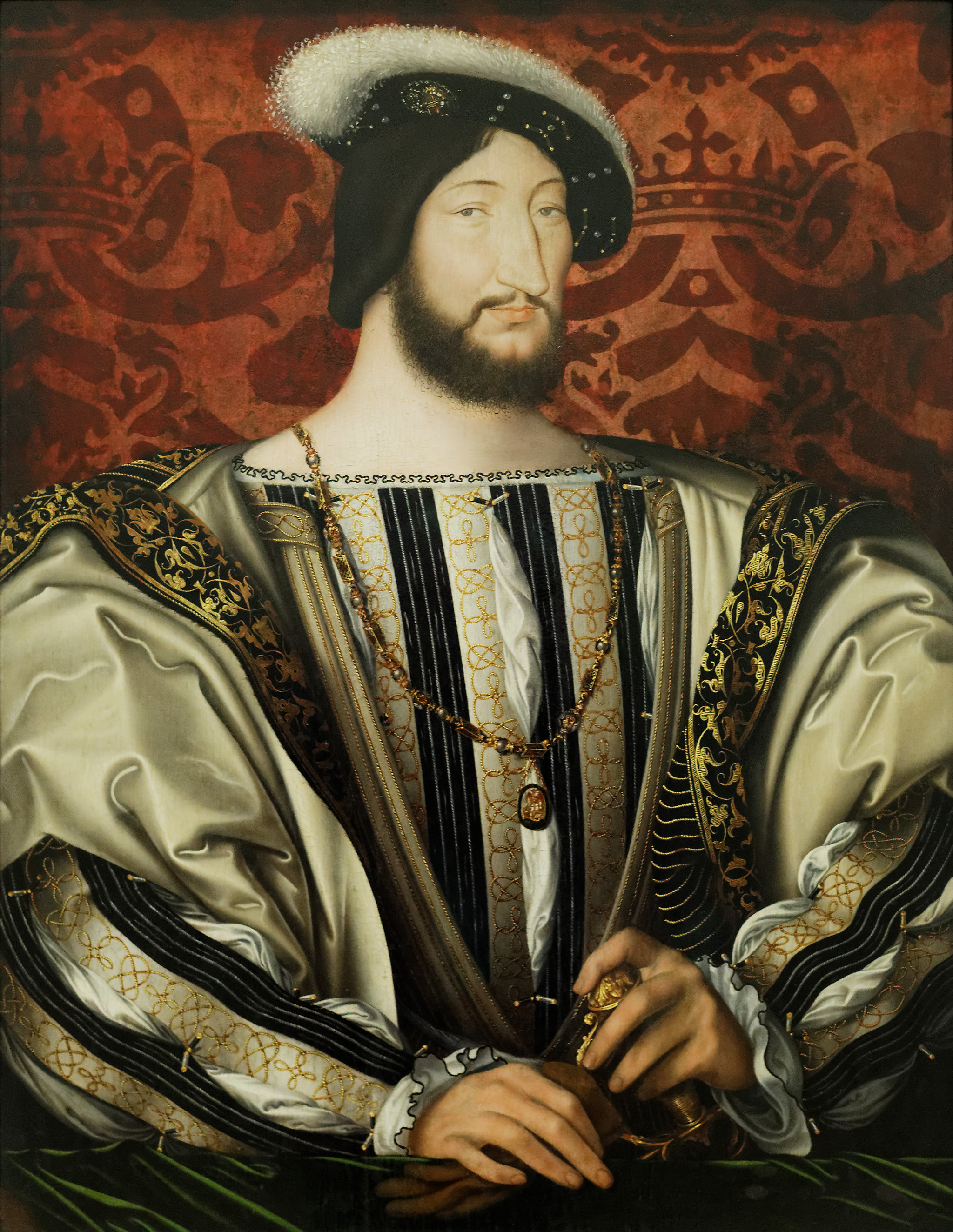
프랑수아 1세의 초상
1535년 무렵. 장 클루에와 아들 프랑수아의 공동작품. 루브르 박물관

프랑수아 1세의 프랑스 궁정은 예술가의 가치를 존중하였다. 프랑수아 1세가 왕위에 오른지 2년이 된 해였던 1516년 발급된 귀화 증서로 보아 클루에가 그 이전까지 외국인 신분으로 궁정에서 일했음을 알 수 있다. 클루에는 저지대 국가 출신으로 추정되며 아마도 원래 이름은 클로에(Cloet)이었을 것으로 보인다. 클루에는 투르 에서 몇 년을 살았고 그곳에서 보석상의 딸인 아내를 만났다. 
클루에는 1522년 투르에 거주한 것으로 기록되어 있고 아내는 같은 마을에 1523년 거주한 기록이 있다. 아내가 거주했다는 기록이 있다. 그해 클루에는 궁중 침소관으로 임명되어 처음에는 180리브르, 나중에는 240리브르를 봉급으로 받았다. 부부는 1529년까지 파리에 산 기록이 있고 1540년 7월 8일 세례식에서 대부를 섰다는 기록이 있지만, 1541년 12월에는 이미 사망한 것으로 되어 있다. 따라서 1541년 사망한 것으로 보인다. 부부는 당시 공동묘지인 생이노상 묘지에 묻혔을 것이다.
클루에에게는 클루에 드나바르로 알려진 형재가 있었고 프랑수아 1세의 누나 마르그리트 당굴렘이 1529년 쓴 편지에서 가신으로 언급되어 있다. 클루에 부부는 화가의 가업을 이은 아들 프랑수아 클루에와 딸 카테린을 두었다.

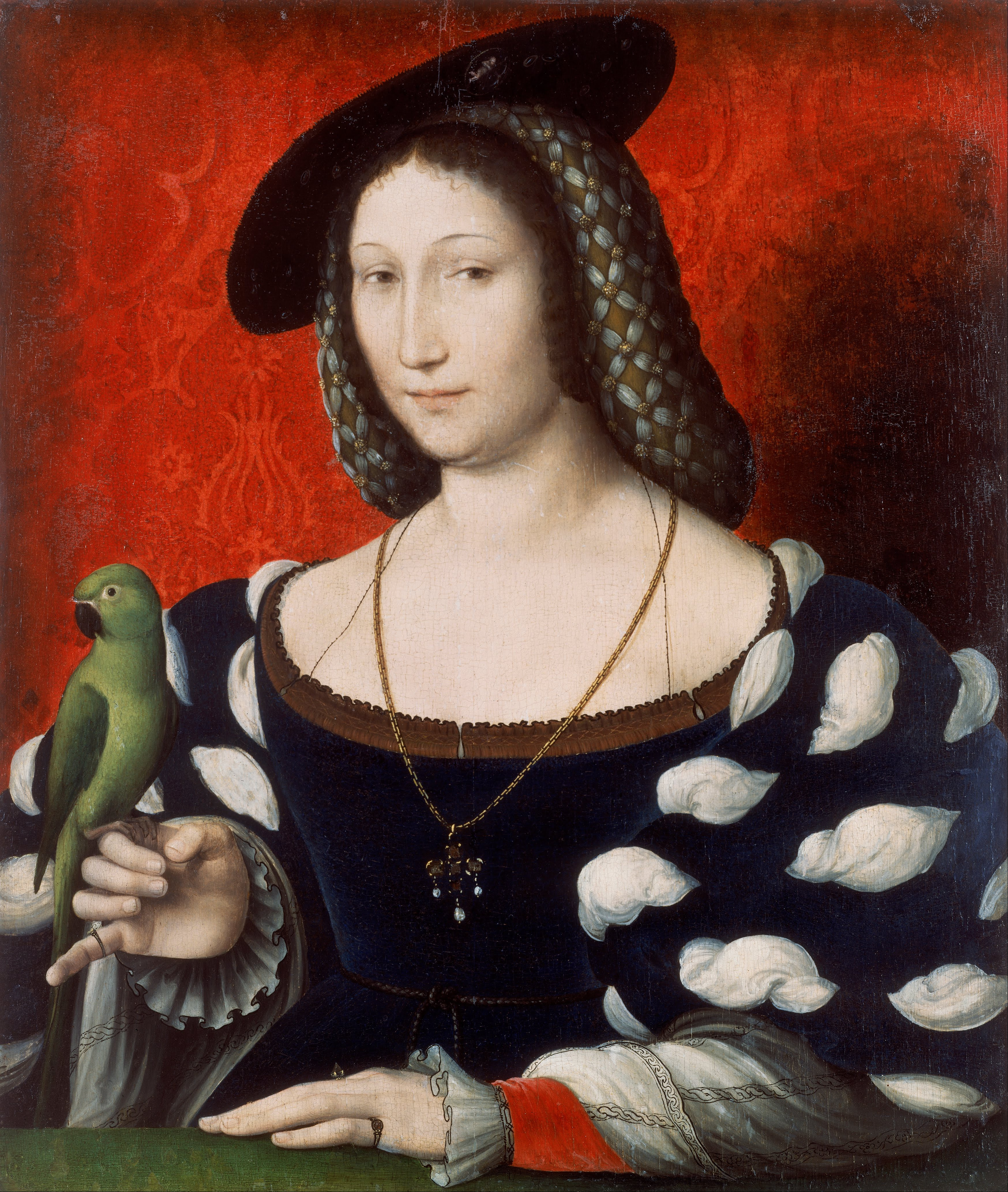
마르그리트 당굴렘의 초상. 1530년 무렵. 장 클루에

장 클루에는 매우 숙련된 세밀초상화 화가였지만 서명을 남기거나 하지는 않았기 때문에 그의 작품이 분명하다고 입증된 것은 없다. 1530년에 그린 수학자 오롱스 피네의 초상화는 소실되었으나 그것을 모사한 판화가 남아있다. 오늘날 샹티이성과 프랑스 국립도서관에 보관되어 있는 당대의 많은 초상화 중 걸작들은 많던 적던 클루에의 손을 거친 것으로 여겨지고 있다. 영국 헴프턴궁의 무명의 초상화, 루브르 박물관에 있는 프랑수와 1세의 아들 앙리 2세의 어린 시절 초상화 등도 클루에의 작품으로 여겨진다.
프랑스 국립도서관이 소장하고 있는 《갈리아 전기》의 필경본에 있는 7개의 세밀초상화 역시 클루에의 작품이 원본일 것이라 추정되고, J. P. 모건 컬렉션 가운데 하나인 브리삭 백작 샤를 드 코제의 초상 역시 클루에의 작품으로 알려져 있다. 
프랑스에 보전되어 있는 작품에는 당시 국왕이었던 프랑수아 1세의 주석들이 남아 있는데, 인물에 대한 조롱이나 풍자 등이 담겨있어 당대 상황을 이해하는 사료로 쓰인다. 이 세밀초상화들은 클루에의 작품들로 여겨지지만 확실한 증거는 없다.

## 참고 문헌
- 본 문서에는 현재 퍼블릭 도메인에 속한 브리태니커 백과사전 제11판의 내용을 기초로 작성된 내용이 포함되어 있습니다.
- Cécile Scailliérez Francis I by Clouet, meeting des Musées Nationaux, 1996
- Dictionary Bénézit critic and documentary dictionary of painters, sculptors, designers and writers of all times and all countries, vol. 3 January 1999, p 13440. (ISBN 2700030133), p. 725
- Oxford Dictionary edited by Robert Maillard, Universal Dictionary of painting, vol. 2 Smeets Offset BV Weert (Netherlands), October 1975, p 3000. (ISBN 2850360023), p. 42-43
- (en) Peter Mellen, Jean Clouet, complete edition of the drawings, miniatures and paintings, London, New York, Phaidon Press, 1971, 262 p. (ISBN 0714814318)
- Peter Mellen (trans. Anne Roullet), Jean Clouet, Catalogue raisonné of the drawings, miniatures and paintings, Paris, Flammarion, 1971, p. 250
- Lawrence Gowing (Pref. Michel Laclotte) The paintings in the Louvre, Paris Editions Nathan, 1988, 686 p. (ISBN 2092847392), p. 204